# إيفونا يركوفيتش
إيفونا يركوفيتش مواليد 2 يوليو 1984 في بلغراد، جمهورية يوغوسلافيا الاشتراكية الاتحادية، هي لاعبة كرة سلة صربية. بدأت مسيرتها الاحترافية في سنة 2003. اعتزلت اللعب في 2016. لعبت مع نادي فنربخشة لكرة السلة للسيدات في موسم 2004–2005، ثم لعبت مع نادي بارتيزان لكرة السلة للسيدات في موسم 2009–2010.

## الإنجازات
- كأس أوروبا لكرة السلة للسيدات - الوصافة في 2004 مع نادي فنربخشة لكرة السلة للسيدات

## روابط خارجية
- إيفونا يركوفيتش على موقع كرة السلة الأوروبية.كوم (الإنجليزية)